# Paul-Werner Scheele

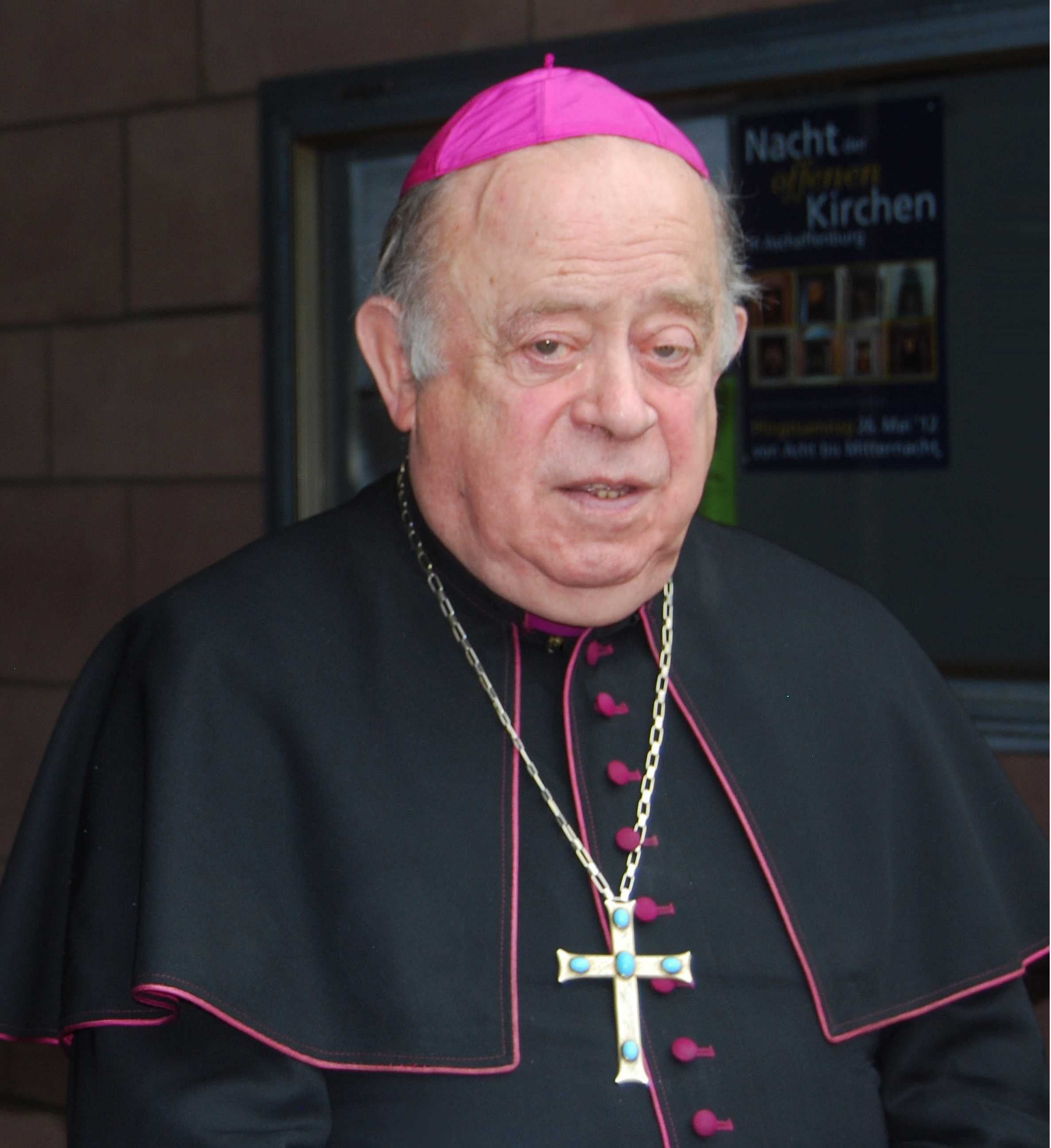
Paul-Werner Scheele, emeritierter Bischof von Würzburg (2012)

Paul-Werner Scheele (* 6. April 1928 in Olpe; †  10. Mai 2019 in Würzburg) war ein deutscher Priester, römisch-katholischer Theologe und Hochschullehrer. Von 1975 bis 1979 war er  Weihbischof in Paderborn und von 1979 bis 2003 der 87. Bischof von Würzburg.

## Leben
Scheele wurde 1928 als Sohn eines kaufmännischen Angestellten und einer Hausfrau im Sauerland geboren. Er hatte fünf Geschwister, von denen zwei noch im Kindesalter starben. Scheele besuchte die Volksschule in Olpe sowie die Oberschulen in Olpe und Attendorn. Im Zweiten Weltkrieg wurde er zum Kriegsdienst in der Luftwaffe eingezogen. Nach Ende des Krieges legte Scheele am 8. Oktober 1946 in Attendorn das Abitur ab.
Von 1947 bis 1951 studierte Scheele Philosophie und Katholische Theologie an den Universitäten Paderborn und München. Am 29. März 1952 empfing er durch den damaligen Erzbischof von Paderborn, Lorenz Jaeger, die Priesterweihe. Nach seiner Weihe war Scheele zehn Jahre lang bis 1962 Kaplan und Pfarrer und Religionslehrer in Paderborn.
Nach weiteren Studien von 1962 bis 1964 als wissenschaftlicher Assistent an der Theologischen Fakultät der Universität Würzburg wurde Paul-Werner Scheele am 4. Februar 1964 in Würzburg mit der Dissertation Johann Adam Möhlers Lehre von der Einheit der Kirche und ihre Bedeutung für die Glaubensbegründung bei Josef Hasenfuß zum Dr. theol. promoviert. Er war als katholischer Journalist an der dritten und teilweise vierten Sitzungsperiode des Zweiten Vatikanischen Konzils tätig.
Scheele war Exerzitienmeister im Priesterseminar in Fulda und ab 1965 Professor für Fundamentaltheologie an der Philosophisch-Theologischen Hochschule Fulda. Zum 3. März 1966 folgte der nichthabilitierte Scheele einem Ruf auf den Lehrstuhl für Fundamentaltheologie an der Ruhr-Universität Bochum. 1970 folgte seine Berufung auf den Lehrstuhl für Dogmatik an der Universität Würzburg. 1970/1971 wohnte er im Pfarrhaus von Oberleinach, wo er auch in der Seelsorge tätig war. Von 1971 bis 1979 war Scheele Dompropst in Paderborn und hatte gleichzeitig eine Professur für Dogmatik und Ökumenische Theologie an der Theologischen Fakultät Paderborn inne. Zudem leitete er das dortige Johann-Adam-Möhler-Institut für Ökumenik.

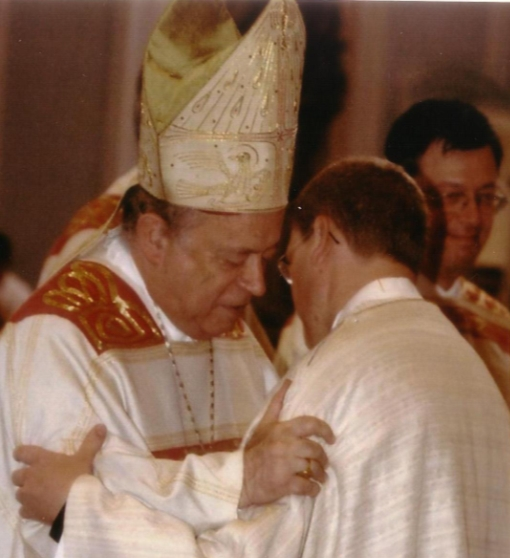
Bischof Paul Werner Scheele bei der Priesterweihe Pfingsten 2003

Am 31. Januar 1975 wurde Scheele durch Papst Paul VI. zum Titularbischof von Druas (in Nordafrika) und Weihbischof in Paderborn ernannt. Die Bischofsweihe spendete ihm am 9. März 1975 der Erzbischof von Paderborn Johannes Joachim Degenhardt. Die Paderborner Weihbischöfe Paul Heinrich Nordhues und Friedrich Maria Rintelen waren die Mitkonsekratoren.
Papst Johannes Paul II. ernannte Paul-Werner Scheele am 31. August 1979 zum Bischof von Würzburg. Die Amtseinführung erfolgte am 21. Oktober 1979 durch den Erzbischof von Bamberg, Elmar Maria Kredel, im Kiliansdom zu Würzburg. Unter Scheeles Ägide wurde der Dom St. Kilian aufwändig renoviert.
Am 1. April 2002 feierte er sein goldenes Priesterjubiläum. Zu seinem 75. Geburtstag reichte Scheele am 6. April 2003 seinen Rücktritt ein und am 14. Juli 2003 nahm Johannes Paul II. den altersbedingten Amtsverzicht des Bischofs an.
Scheele war bis zu seinem Ruhestand Vorsitzender der Ökumenekommission der Deutschen Bischofskonferenz und Mitglied der Kommission für Glaube und Kirchenverfassung des Ökumenischen Rates der Kirchen. Auch nach seinem Ruhestand war er weiter Mitglied des Vatikanischen Rates zur Förderung der Einheit der Christen. Scheele engagierte sich in der Bartholomäus-Gesellschaft und als Kuratoriumsmitglied von Shalom Europa (Jüdischen Gemeinde in Würzburg und Unterfranken).
Durch den Präsidenten des Päpstlichen Einheitsrates Walter Kardinal Kasper dazu berufen, war Scheele von 2004 bis 2009 Co-Vorsitzender der Internationalen Römisch-Katholisch – Altkatholischen Dialogkommission (IRAD). Diese Kommission veröffentlichte im ökumenischen Standardwerk Dokumente wachsender Übereinstimmung den Bericht Kirche und Kirchengemeinschaft.

## Wappen und Wahlspruch

Wappen als Bischof von Würzburg

Das in zwei Felder geteilte Wappen zeigt im Schildhaupt ein rotes Kreuz auf weißem Grund, das Wappen des alten Hochstifts Paderborn (Hinweis auf die enge Verbundenheit von Bischof Scheele mit der ungebrochenen Glaubensüberlieferung). Darunter findet sich im zweiten Feld auf goldenem Grund im weißen Kreis das Drei-Hasen-Motiv aus einem Fenster des Paderborner Dom-Kreuzganges (Einheit und Dreiheit als Symbol der Dreifaltigkeit, des zentralen Glaubensgeheimnisses der katholischen Kirche und der gesamten Christenheit.)
Sein Wahlspruch Pax et Gaudium („Friede und Freude“) entstammt dem Römerbrief (Röm 14,17 ).

## Zitate
„Dankbar müssten die Katholiken für alle Güter sein, die sie von ihren Mitchristen empfangen dürfen, die nicht zur katholischen Kirche gehören.“

„Ich habe als jüngerer Mann ja die Situation vorher kennen gelernt, wo Katholische und Evangelische mehr oder weniger nebeneinander und sehr oft auch gegeneinander gelebt haben. Das Gegeneinander ist fast ganz verschwunden, von einigen Fanatikern, die es immer gibt, abgesehen. Es hat sich – aufs Ganze gesehen – eine sehr gute Zusammenarbeit entwickelt.“

„Es muss auch versucht werden, die große Erklärung zur Rechtfertigungslehre noch mehr allen Menschen bewusst zu machen und die Konsequenzen daraus zu ziehen. Dann gibt es aber auch neue ethische Fragen, die vor zwanzig, dreißig Jahren überhaupt noch nicht im Blick waren: Da ist es ganz wichtig, dass alle Christen zusammenhalten.“

## Ehrungen und Auszeichnungen
- Ehrendomherr in Paderborn (1980) und Würzburg
- 1980: Kulturpreis der Stadt Paderborn
- 1982: Bayerischer Verdienstorden
- 1996: Verdienstkreuz 1. Klasse des Verdienstordens der Bundesrepublik Deutschland
- 1997: Ökumenepreis der Katholischen Akademie in Bayern
- 10. Februar 2000: Ehrensenator der Universität Würzburg
- 5. Juli 2000: Goldene Stadtplakette der Stadt Würzburg
- 2013: Ehrenring der Stadt Würzburg
- Ehrenmitglied der K.St.V. Normannia Würzburg im KV.
- Ehrenmitglied der KDStV Markomannia Würzburg im CV

## Schriften
- Opfer des Wortes. Schöningh 1960.
- Vater, die Stunde ist da. Herder, Freiburg 1964.
- Christuszeugnis der Kirche. Fredebeul u. Koenen 1970.
- mit Heinrich Gerhard Bücker: Skizzen des Kommenden. Steyler Verlag, St. Augustin 1977, ISBN 3-87778-708-8.
- Geistesgegenwart. Die Botschaft des seligen Liborius Wagner. Echter, Würzburg 1982, ISBN 3-429-00802-6.
- Halleluja – Amen. Gebete Israels aus drei Jahrtausenden. Bonifatius-Druckerei, Paderborn 1982, ISBN 3-87088-112-7.
- Diese Frau hat alles gegeben. Echter, Würzburg 1983, ISBN 3-429-00828-X.
- Die Stimme der Iren. Heimat, Erbe und Auftrag Kilians und seiner Gefährten. Echter, Würzburg 1989, ISBN 3-429-01238-4.
- Die Herrlichkeit des Herrn – Die Lambacher Fresken aus der Zeit des hl. Adalbero. Echter, Würzburg 1990, ISBN 3-429-01316-X.
- mit Toni Schneiders: Tilman Riemenschneider, Zeuge der Seligkeiten. Echter, Würzburg 1992, ISBN 3-429-00732-1.
- Die besten Beziehungen. Schwester Maria Julittas Weg und Weisung. Echter, Würzburg 1992, ISBN 3-429-01453-0.
- mit Heinrich Döring und Maria Jepsen: Ist die Ökumene am Ende? F. Pustet, Regensburg 1994, ISBN 3-7917-1407-4.
- Halleluja Amen. Bonifatius Druckerei, Paderborn 1999, ISBN 3-87088-808-3.
- Für die Einheit in Christus. Verlag Neue Stadt, München 2001, ISBN 3-87996-342-8.
- Erinnerung an die Entstehung des Oratoriums „Der Schrein der Märtyrer“ von Bertold Hummel. Würzburger Geschichtsblätter, Würzburg 2004, ISSN 0342-3093.
- Mit den Heiligen hin zum Herrn. Biographische Skizzen. Echter, Würzburg 2014, ISBN 978-3-429-03618-8.
- Schwester Maria Julitta Ritz. Maria und Martha zugleich. Echter, Würzburg 2017, ISBN 978-3-429-04430-5.